# 小行星1415
小行星1415（1415 Malautra）是一颗围绕太阳公转的小行星。1937年3月4日，路易·博耶在阿尔及尔发现了此天体。
該小行星以博耶的妻子馬婁特拉·博耶（Malautra Boyer）命名。
这颗小行星的绝对星等为240.9454405706734等。